# Khaled Al-Rashidi
Khaled Al-Rashidi (en árabe: خالد الرشيدي‎; Kuwait; 20 de abril de 1987) es un futbolista de Kuwait que juega en la posición de guardameta con el Qadsia SC de la Liga Premier de Kuwait.

## Carrera

### Club
| Periodo   | Club                      | Apariciones | Goles |
| --------- | ------------------------- | ----------- | ----- |
| 2005–2008 | Al-Tadamon SC             | 45          | 0     |
| 2008–2010 | 1. FC Tatran Prešov       | 10          | 0     |
| 2010      | → Al Salibikhaet (cedido) | 2           | 0     |
| 2010–2013 | Al Arabi                  | 104         | 1     |
| 2013–2014 | Nottingham Forest FC      | 0           | 0     |
| 2014–2018 | Al-Salmiya SC             | 88          | 0     |
| 2018–     | Qadsia SC                 | 47          | 0     |

### Selección nacional
Jugó con Kuwait en 26 ocasiones de 2010 a 2022, participó en los Juegos Asiáticos de 2006 y en dos ediciones de la Copa Asiática.

## Logros

### Club
- Kuwait Crown Prince Cup: 2

2011–12, 2015-16
- Kuwait Super Cup: 1

2012

### Individual
- Guante de Oro de la Liga Premier de Kuwait 2015–16.